# Jean Evrard Kouassi
Jean Evrard Kouassi (ur. 25 września 1994 w N'Damienie) – iworyjski piłkarz grający na pozycji lewoskrzydłowego. Od 2023 jest zawodnikiem chińskiego klubu Zhejiang Professional.

## Kariera klubowa
Swoją piłkarską karierę Kouassi rozpoczął w klubie Moossou FC. W sezonie 2012 zadebiutował w jego barwach w drugiej lidze iworyjskiej. W 2013 roku przeszedł do Hajduka Split. Swój debiut w nim zaliczył 16 lutego 2013 w zwycięskim 2:0 wyjazdowym meczu z NK Slaven Belupo. W sezonie 2012/2013 zdobył z Hajdukiem Puchar Chorwacji. W Hajduku występował do końca 2014 roku.
Na początku 2015 Kouassi został sprzedany za 2 miliony euro do chińskiego Shanghai SIPG. Swój debiut w nim zanotował 7 marca 2015 w zwycięskim 2:1 domowym meczu z Jiangsu FC. W sezonie 2015 wywalczył z nim wicemistrzostwo Chin.
W styczniu 2017 Kouassi przeszedł do Wuhan Zall. Zadebiutował w nim 4 kwietnia 2018 w zwycięskim 4:0 domowym spotkaniu z Liaoning Whowin. W debiucie strzelił gola. w sezonie 2018 wygrał z Wuhan rozgrywki League One i awansował z nim do Super League. W Wuhan grał do końca sezonu 2021.
W styczniu 2022 Kouassi podpisał kontrakt z Trabzonsporem. Swój debiut w Trabzonsporze w Süper Lig zanotował 6 marca 2022 w zremisowanym 1:1 wyjazdowym meczu z Fenerbahçe SK.
| Sezon   | Klub          | Kraj                     | Rozgrywki    | Mecze | Gole |
| ------- | ------------- | ------------------------ | ------------ | ----- | ---- |
| 2012    | Moossou FC    | Wybrzeże Kości Słoniowej | 2. liga      | ?     | ?    |
| 2012/13 | Hajduk Split  | Chorwacja                | Prva HNL     | 13    | 2    |
| 2013/14 | Hajduk Split  | Chorwacja                | Prva HNL     | 30    | 5    |
| 2014/15 | Hajduk Split  | Chorwacja                | Prva HNL     | 16    | 6    |
| 2015    | Shanghai SIPG | Chiny                    | Super League | 18    | 4    |
| 2016    | Shanghai SIPG | Chiny                    | Super League | 27    | 8    |
| 2017    | Wuhan Zall    | Chiny                    | League One   | 23    | 9    |
| 2018    | Wuhan Zall    | Chiny                    | League One   | 26    | 15   |
| 2019    | Wuhan Zall    | Chiny                    | Super League | 23    | 12   |
| 2020    | Wuhan Zall    | Chiny                    | Super League | 12    | 5    |
| 2021    | Wuhan FC      | Chiny                    | Super League | 13    | 5    |

## Kariera reprezentacyjna
W reprezentacji Wybrzeża Kości Słoniowej Kouassi zadebiutował 30 marca 2021 w wygranym 3:1 meczu kwalifikacji do Pucharu Narodów Afryki 2021 z Etiopią, rozegranym w Abidżanie. W 2022 roku został powołany do kadry na Puchar Narodów Afryki 2021. Na tym turnieju rozegrał jeden mecz, grupowy ze Sierra Leone (2:2).